# Lilla Gullstigen

Lilla Gullstigen är en gård från 1664 i Västra Skrukeby socken (nuvarande Mjölby kommun). Den bestod av 1/4 mantal skatte. 

## Ägare och boende
|           | Period                | Namn      | Levnadstid                                   | Övrigt |
| 1664-1679 | Erik                  |           |                                              |        |
| 1681-1709 | Jöns                  |           |                                              |        |
| 1711-1727 | Holsten Göransson     |           |                                              |        |
| 1734-1756 | Anders Ersson         |           |                                              |        |
| 1784-1800 | Erik Andersson        | 1728-     | Han var sockenman.                           |        |
| 1804-1821 | Jöns Ericsson         | 1767-     | 1/4 mantal. Han var sockenman och skatteman. |        |
| 1825-1846 | Jakob Jakobsson       | 1779-1846 | 1/4 mantal                                   |        |
| 1846-1872 | Anders Jakobsson      | 1808-1872 | 1/4 mantal. Brukade gården från 1826.        |        |
| 1879-1890 | Frans Oscar Jakobsson | 1844-     | 1/4 mantal.                                  |        |

## Torp och backstugor
- Ett torp fanns på ägorna mellan 1859 och 1890.
- Ett torp fanns på ägorna mellan 1857 och 1890. Torpet blev på 1860-talet en backstuga.